# La Caixa
Cet article possède un paronyme, voir Caixa.
La Caixa (prononcé [lə ˈka.ʃə] ou [la ˈkaj.ʃa]) est le nom commercial de la Caisse d'épargne et de retraite de Barcelone (en catalan : Fundació Bancaria Caixa d’Estalvis i Pensions de Barcelona). L'entreprise est la première caisse d'épargne d'Europe et la troisième entité financière et bancaire d'Espagne et possède de nombreuses participations financières via Criteria CaixaCorp.

## Histoire
Cette entité fut créée le 27 juillet 1990 par la fusion de Caixa de Pensions per a la Vellesa i d'Estalvis de Catalunya i Balears, fondée en avril 1904 et de la Caixa d'Estalvis i Mont de Pietat de Barcelona, fondée en 1844.
Elle utilise depuis sa création, ainsi que toutes ses filiales, le même logo à l'étoile bleue créé spécifiquement par Joan Miró et Josep Royo en 1981.
Depuis 2011, les activités bancaires de La Caixa sont regroupés dans sa filiale CaixaBank.
Le 7 octobre 2017, à la suite du référendum sur l'indépendance de la Catalogne tenu une semaine plus tôt, La Caixa décide de déplacer son siège social de Barcelone à Palma de Majorque, dans les îles Baléares. CaixaBank, filiale du groupe, déplace également son siège social à Valence, dans la communauté valencienne.

## Activité
Les objectifs sociaux de La Caixa sont la collecte d'épargne dans les modalités autorisées, la réalisation d'œuvres socialement bénéfiques et les investissements dans des actifs sûrs, rentables et respectant l'intérêt général.
Grâce à ses statuts, elle possède la plus grande fondation d'Europe, qui lui permettent d'investir dans de nombreuses œuvres d'intérêt général comme la recherche pour lutter contre la maladie d'Alzheimer, l'insertion des handicapés, l'enfance.

## Partenariats
La Caixa et Société Générale permettent à leurs clients d'ouvrir un compte dans chacun des deux établissements en Espagne ou en France.